# Wings Air
Wings Air of Wings Abadi Air is een Indonesische luchtvaartmaatschappij met haar thuisbasis in Jakarta.

## Geschiedenis
Wings Air werd opgericht in 2003 door Lion Air.

## Diensten
Wings Air voerde in de zomer van 2007 lijnvluchten uit naar:
- Banjarmasin, Batam, Denpasar, Jakarta, Kaimana, Langgur, Manado, Naha, Padang, Palembang, Palu, Pekanbaru, Sorong, Surabaya, Ternate, Yogyakarta.

## Vloot
De vloot van Wings Air bestond in juli 2016 uit:
- 50 ATR 72-200